# Cratichneumon brevipennis
Cratichneumon brevipennis là một loài tò vò trong họ Ichneumonidae.